# 僕がいない場所
『僕がいない場所』（原題：I am/Jestem）は2005年製作のポーランドの映画。監督はドロタ・ケンジェルザヴスカ。日本では2007年に公開された。大人達の理解を得られず、孤独に生きていくしかない子供達を描くヒューマンドラマ。

## 概要
本作ではポーランドを舞台としており、出演者の子供達の大半は、監督自らがポーランド国内を歩いて探した新人である。
監督、脚本、編集は数多くの賞やカンヌほか各国の国際映画祭での上映歴をもつドロタ・ケンジェルザヴスカ。

## ストーリー
国立孤児院に預けられている詩人を夢見るクンデルは孤独な生活を送っていた。彼の反抗的な態度と、クンデルが度々起こす問題に孤児院の先生は頭を抱え、クンデルには友達もいない。
ある時、母親の元へ帰る決意を固めたクンデルは未練のない孤児院を脱走する。列車に乗り、母の住む場所へ。しかしそこで寝ていた母親の隣には見知らぬ男が母に寄り添って眠っていた。母親は再会を喜ぶが、クンデルのためとはいえ男を手放すこともできない。そのことを嫌悪したクンデルは、再会した母親からも離れ、たった一人で生きていく決意を持ち、町の川べりに打ち捨てられた艀舟に住み着く。
舟の中には空き缶が沢山放り込まれており、そしてさらに誰かがそこへ空き缶を捨てに来る。クンデルはそれらの空き缶や、森で見つけたガラクタを鉄くず屋へ持っていき、少しばかりの金と換金して食いつないでいた。そして楽しそうに生活をする母親を横目で見ながら、クンデルは言い様のない孤独を感じていた。
ある時、舟に酒の匂いを纏った少女、クレツズカが現れる。クレツズカはその船の近くに住む裕福な家庭の子であったが、美しく賢い姉に劣等感を抱き、それをアルコールで紛らわして暮らしていた。寂しい思いを共有する二人は徐々に絆を深めていった。
街の不良少年達がクンデルの居場所を掴んだことで彼はクレツズカに街を一緒に抜け出す話を持ちかけたが、彼女は返答を濁す。母親に街から出て行くことを告げたクンデルだったが、母親はクンデルの心配よりも、クンデルの一件以来彼女の元に訪れなくなった男のことを心配して、家の二度の立ち入りを禁じた。
更なる母親からの拒絶を受けたクンデルは川へ飛び込み自殺しようとするが、自殺することは叶わなかった。それを見かねたクレツズカはクンデルに街を出るという約束をするが、クレツズカの姉と父親の企みによってその約束は叶わず、クンデルは警察に逮捕された。

## 登場人物
- クンデル - ピョトル・ヤギェルスキ
- クレツズカ - アグニェシカ・ナゴジツカ
- クンデルの母 - エディタ・ユゴフスカ
- クレツズカの父 - パヴェウ・ヴィルチャック

## スタッフ
- 監督：　ドロタ・ケンジェルザヴスカ
- 製作：　アーサー・ラインハルト
- 脚本：　ドロタ・ケンジェルザヴスカ
- 音楽：　マイケル・ナイマン
- 撮影：　アーサー・ラインハルト
- 編集：　ドロタ・ケンジェルザヴスカ、マイケル・ナイマン